# Cottbus
Cottbus là một thành phố nằm về phía đông của nước Đức, thuộc tiểu bang Brandenburg. Thành phố Cottbus là thành phố lớn thứ hai của Brandenburg sau thủ phủ tiểu bang là Potsdam.
Từ năm 1976 Cottbus là một thành phố lớn với hơn 100.000 dân cư. Thành phố là một trung tâm dịch vụ, khoa học và hành chính.